# 蒙格兰多
蒙格兰多（義大利語：Mongrando），是意大利比耶拉省的一个市镇。总面积16平方公里，人口3995人，人口密度249.7人/平方公里（2009年）。ISTAT代码为096035。